# Dandelinsche Kugel

Eine Dandelinsche Kugel (nach Germinal Pierre Dandelin) ist ein geometrisches Hilfsmittel zum Nachweis, dass der ebene Schnitt eines Kegels ein regulärer Kegelschnitt ist, sofern die Schnittebene nicht durch die Spitze geht. Die Schnittebene ist eine Ellipse, und die beiden Dandelinschen Kugeln berühren diese in ihren Brennpunkten. Die Kugel sind nach dem belgischen Mathematiker Germinal Pierre Dandelin (1794–1847) benannt. Der entsprechende Lehrsatz wird im französischsprachigen Raum auch als das „Belgische Theorem über die Kegelschnitte“ oder als „Dandelin-Quetelet-Theorem“ bezeichnet, wobei auf den belgischen Mathematiker Adolphe Quetelet (1796–1874) Bezug genommen wird, der sich an dessen Weiterentwicklung beteiligt hatte.

## Herleitung
Wird ein Drehkegel von einer Ebene geschnitten, so ergibt sich als Schnittfigur ein Kegelschnitt. Man kann dann, je nach Lage der Ebene, eine oder zwei Kugeln finden, die sowohl die Schnittebene (an einem Punkt) als auch den Kegel (in einer umlaufenden Kreislinie von innen) berühren. Dies wird in der Abbildung an einem Beispiel gezeigt. {\displaystyle k_{1}} und {\displaystyle k_{2}} sind die beiden Berührungskreise zwischen dem Kegel und jeweils einer der Kugeln. {\displaystyle F_{1}} und {\displaystyle F_{2}} sind die Berührungspunkte zwischen der Schnittebene e und jeweils einer der beiden Kugeln.
Damit lässt sich folgende geometrische Überlegung anstellen: Es sei {\displaystyle P} ein beliebiger Punkt auf dem Kegelschnitt. m sei die Mantellinie, die vom Kegelscheitel {\displaystyle S} durch {\displaystyle P} gezogen wird. m trifft die beiden Berührungskreise in den Punkten {\displaystyle P_{1}} und {\displaystyle P_{2}}. Sowohl {\displaystyle {\overline {PF_{2}}}} als auch {\displaystyle {\overline {PP_{2}}}} sind Strecken, die auf Tangenten an die untere Kugel liegen. Da die Tangentenabschnitte von einem Punkt an eine Kugel alle gleich lang sind, ist {\displaystyle {\overline {PF_{2}}}={\overline {PP_{2}}}}. Ebenso folgt, dass {\displaystyle {\overline {PF_{1}}}={\overline {PP_{1}}}} sein muss. Damit ist {\displaystyle {\overline {PF_{1}}}+{\overline {PF_{2}}}={\overline {PP_{1}}}+{\overline {PP_{2}}}={\overline {P_{1}P_{2}}}}. Der Abstand der Schnittpunkte {\displaystyle P_{1}} und {\displaystyle P_{2}}, die eine Strecke auf {\displaystyle m} zwischen den Berührungskreisen {\displaystyle k_{1}} und {\displaystyle k_{2}} begrenzen, ist für jeden beliebigen Punkt {\displaystyle P} des Kegelschnitts gleich groß.
Daher folgt, dass die folgende Abstandssumme konstant ist:
{\displaystyle {\overline {PF_{1}}}+{\overline {PF_{2}}}={\text{Constans}}}
Die Menge aller Punkte auf einer Ebene, die von zwei festen Punkten {\displaystyle F_{1}} und {\displaystyle F_{2}} die gleiche Abstandssumme besitzen, ist eine Ellipse. Die Schnittfläche ist also Ellipse, wobei {\displaystyle F_{1}} und {\displaystyle F_{2}} die beiden Brennpunkte der Ellipse sind.
Damit ist das folgende Theorem bewiesen:
Der Kegelschnitt ist eine Ellipse, und die Dandelinschen Kugeln berühren die Schnittebene in den Brennpunkten dieser Ellipse.
Entsprechende Überlegungen lassen sich auch für die anderen Typen von Kegelschnitten (Parabel, Hyperbel) anstellen.

### Grenzfälle

Zylinder: Dandelin’sche Kugeln

Lässt man die Kegelspitze ins Unendliche wandern, so wird aus dem Kegel ein gerader Kreiszylinder und die beiden Kugeln haben den gleichen Radius. Der Beweis, dass ein ebener Schnitt mit einer nicht zur Zylinderachse parallelen Ebene eine Ellipse ist, kann vom Kegelfall übernommen werden (siehe Bild).
Wenn der Schnitt senkrecht zur Kegelachse erfolgt, ist die Schnittebene ein Kreis, und beide Dandelinschen Kugeln berühren den Mittelpunkt dieses Kreises.